# 29646 Polya
29646 Polya este un asteroid din centura principală de asteroizi.

## Descriere
29646 Polya este un asteroid din centura principală de asteroizi. A fost descoperit pe 16 noiembrie 1998 la Prescott (Arizona) de Paul G. Comba. El prezintă o orbită caracterizată de o semiaxă mare de 2,25 ua, o excentricitate de 0,08 și o înclinație de 3,9° în raport cu ecliptica.